# Philologische Untersuchungen
Unter dem Titel Philologische Untersuchungen erschienen von 1880 bis 1926 mehrere Monografien, die von den Professoren Adolph Kießling und Ulrich von Wilamowitz-Moellendorff herausgegeben wurden. Während in den frühen Bänden noch Wilamowitz selbst und sein Studienfreund Carl Robert die meisten Beiträge lieferten (und teilweise in Sammelbänden herausgaben), entwickelte sich die Reihe noch in den Greifswalder Jahren zu einem Publikationsmedium für philologische, archäologische und historische Schriften der Wilamowitz-Schüler.
Besonders in den wirtschaftlich schwierigen Zeiten während und nach dem Ersten Weltkrieg war die Reihe Philologische Untersuchungen, gefördert durch Mittel der Wilamowitz-Diels-Stiftung und der Notgemeinschaft, ein wichtiges Organ der wissenschaftlichen Publikation. Sie wurde nach dem letzten Band durch die Reihe Neue Philologische Untersuchungen vom Wilamowitz-Schüler Werner Jaeger fortgesetzt.

## Liste der Bände
| Nr. | Autor                                           | Titel | Jahr | Bemerkungen                                                                    |
| --- | ----------------------------------------------- | --- | ---- | ------------------------------------------------------------------------------ |
| 1   | Ulrich von Wilamowitz-Moellendorff, Carl Robert | Aus Kydathen                                                                                                   | 1880 | Sammelband                                                                     |
| 2   | Friedrich Leo, Adolph Kießling                  | Zu Augusteischen Dichtern                                                                                      | 1881 | Sammelband, Franz Bücheler gewidmet                                            |
| 3   | Ernst Maass                                     | De biographis graecis quaestiones selectae                                                                     | 1880 | Fortsetzung der Dissertation                                                   |
| 4   | Ulrich von Wilamowitz-Moellendorff              | Antigonos von Karystos                                                                                         | 1881 | Hermann Usener gewidmet                                                        |
| 5   | Carl Robert                                     | Bild und Lied                                                                                                  | 1881 | Adolf Kirchhoff gewidmet                                                       |
| 6   | Ernst Maass                                     | Analecta Eratosthenica                                                                                         | 1883 |                                                                                |
| 7   | Ulrich von Wilamowitz-Moellendorff              | Homerische Untersuchungen                                                                                      | 1884 | Sammelband, Julius Wellhausen gewidmet                                         |
| 8   | Georg Knaack                                    | Quaestiones Phaethonteae                                                                                       | 1886 | Carl Robert gewidmet                                                           |
| 9   | Ulrich von Wilamowitz-Moellendorff              | Isyllos von Epidauros                                                                                          | 1886 | Wolfgang Helbig und Wilhelm Henzen gewidmet                                    |
| 10  | Carl Robert                                     | Archäologische Märchen aus alter und neuer Zeit                                                                | 1886 | den kapitolinischen Ragazzi gewidmet                                           |
| 11  | Hans von Arnim                                  | Quellenstudien zu Philo von Alexandria                                                                         | 1888 | dem Bonner Kreis gewidmet                                                      |
| 12  | Ernst Maass                                     | Aratea | 1892 | Albert Marth gewidmet                                                          |
| 13  | Johannes Geffcken                               | Timaios’ Geographie des Westens                                                                                | 1892 | dem Schwiegervater Hermann Schultz gewidmet                                    |
| 14  | Max Wellmann                                    | Die pneumatische Schule bis auf Archigenes in ihrer Entwickelung dargestellt                                   | 1895 |                                                                                |
| 15  | Carl Fredrich                                   | Hippokratische Untersuchungen                                                                                  | 1899 |                                                                                |
| 16  | Felix Jacoby                                    | Apollodors Chronik: Eine Sammlung der Fragmente                                                                | 1902 | Hermann Diels gewidmet                                                         |
| 17  | Wolfgang Passow                                 | Studien zum Parthenon                                                                                          | 1902 | seiner Gattin Helene Passow, geb. Mithoff, gewidmet                            |
| 18  | Ulrich von Wilamowitz-Moellendorff              | Die Textgeschichte der griechischen Bukoliker                                                                  | 1906 | Franz Bücheler gewidmet                                                        |
| 19  | Paul Friedländer                                | Herakles: Sagengeschichtliche Untersuchungen                                                                   | 1907 | Hermann Usener gewidmet                                                        |
| 20  | Ludolf Malten                                   | Kyrene: Sagengeschichtliche und historische Untersuchungen                                                     | 1911 | Hermann Diels und Friedrich Hiller von Gaertringen gewidmet                    |
| 21  | Heinrich Dittmar                                | Aischines von Sphettos: Studien zur Literaturgeschichte der Sokratiker                                         | 1912 | seiner Mutter gewidmet. Neuaufl. Weidmann, Hildesheim 2001, ISBN 3-615-10010-7 |
| 22  | Tycho von Wilamowitz-Moellendorff               | Die dramatische Technik des Sophokles                                                                          | 1917 | aus dem Nachlass herausgegeben von Ernst Kapp; Anders Bjørn Drachmann gewidmet |
| 23  | Max Wellmann                                    | A. Cornelius Celsus: Eine Quellenuntersuchung                                                                  | 1913 | der Gattin von Carl Heiberg gewidmet                                           |
| 24  | Eva Sachs                                       | Die fünf platonischen Körper: Zur Geschichte der Mathematik und der Elementarlehre Platons und der Pythagoreer | 1917 | Ulrich von Wilamowitz-Moellendorff gewidmet                                    |
| 25  | Luise Reinhard                                  | Die Anakoluthe bei Platon                                                                                      | 1920 | Ulrich von Wilamowitz-Moellendorff gewidmet                                    |
| 26  | Hans Strache                                    | Der Eklektizismus des Antiochus von Askalon                                                                    | 1921 | postum von Hermann Diels herausgegeben                                         |
| 27  | Friedrich Klingner                              | De Boethii consolatione philosophiae                                                                           | 1921 | erweiterte Dissertation                                                        |
| 28  | Eduard Fraenkel                                 | Plautinisches im Plautus                                                                                       | 1922 | Günther Jachmann gewidmet                                                      |
| 29  | Bruno Snell                                     | Die Ausdrücke für den Begriff des Wissens in der vorplatonischen Philosophie                                   | 1924 |                                                                                |
| 30  | Paul Geissler                                   | Chronologie der altattischen Komödie                                                                           | 1925 |                                                                                |